# Burak Can Yıldızlı
Burak Can Yıldızlı (Tokat, 22 aprile 1994) è un cestista turco.

## Palmarès
- Coppa del Presidente: 1

Anadolu Efes: 2024